# Лифт непрерывного действия

Схема лифта

Лифт непрерывного действия (жарг. патерностер, от новолат. paternoster — чётки, дословно «Отче наш») — непрерывно движущийся пассажирский лифт с кабинами на двух человек без дверей.

## Технология
Лифт-патерностер представляет собой, собственно, лифт, который не останавливается для посадки-высадки пассажиров и не имеет дверей. Кабинки непрерывно поднимаются вверх в одной шахте лифта, а потом опускаются вниз в соседней. Кабины медленно движутся без остановки внутри шахт по циклу. Кабины находятся на роликовых цепях, соединены с ними с помощью шарниров (подвешены), выше последнего этажа и ниже первого этажа находятся звёздочки очень большого диаметра, приводимые в действие электродвигателем через червячный или глобоидный редуктор. Внутри кабин обязательно располагаются светильники. На каждом этаже находится кнопка аварийной остановки.  
Это довольно медленные лифты, которые, как правило, перемещаются со скоростью около 0,3 метра в секунду (1 фут/с), что облегчает высадку и посадку в кабину (проезжает этаж за 15 секунд). Ввиду особенностей конструкции проезд ниже первого этажа и выше последнего этажа возможен и безопасен для пассажиров. 

## История
В 1868 году, впервые нечто подобное канатным подъёмникам было установлено в Ливерпуле, в здании Oriel Chambers архитектора Питера Эллиса. Патент на его изобретение перестал действовать спустя несколько лет, так как Питер Эллис не заплатил государству соответствующий сбор.
В 1877 году патент на лифт непрерывного действия в его нынешнем виде получил инженер Питер Харт.
В 1884 году в Дартфорде инженерная фирма J & E Hall установила первый в мире лифт-патерностер.
Имя paternoster («Отче наш», первые два слова «Молитвы Господней» на латыни) было применено к устройству потому, что лифт имеет форму петли и, таким образом, подобен бисеру чёток, используемому в качестве помощи при чтении молитвы.
Данный вид лифта был популярен на протяжении первой половины XX века, так как эти лифты могли перевозить больше пассажиров, чем обычные. Патерностеры получили распространение в континентальной Европе и Великобритании, в США же практически неизвестны.
Со временем обычные лифты стали быстрее, а требования безопасности стали жёстче. Например, Германия, как один из лидеров по количеству лифтов-патерностеров, прекратила их устанавливать в 1974 году. Были попытки полностью демонтировать все такие лифты, но общественное недовольство не допустило этого. Позже, после нескольких несчастных случаев, были предложения депутатов Бундестага ввести специальный допуск на пользование таким лифтом, что тоже осталось нереализованным. Сейчас[когда?] в Германии работает 231 лифт-патерностер, в Чехии — около 70 единиц, в Венгрии — 27. Ещё есть единичные экземпляры в Дании, Швеции, Великобритании, Словакии, России, Польше, Финляндии, Украине.
В апреле 2006 года компания «Хитачи» анонсировала планы по созданию нового типа патерностеров с компьютерным управлением, дверями, как у обычных лифтов, и где каждая кабинка независима от других.
В России несколько зданий в Москве 1920—1930-х годов были оборудованы такими лифтами (здание Центросоюза, здание Госторга, здание Наркомзема, корпус «Е» МЭИ). В здании Наркомзема (Министерство сельского хозяйства РФ) лифты действуют с 1933 года.
В Киле в здании Государственного парламента германской земли Шлезвиг-Гольштейн с 1950 года до сих пор[когда?] работает лифт-патерностер. В Берлине в офисах консервативного таблоида Bild используется 19-этажный лифт-патерностер. Башня искусств в Университете Шеффилда имеет подобный лифт, который считается крупнейшим в мире.

## Правила пользования
1. Допускается проезд не более двух пассажиров.
2. Подъём и спуск груза не допускается.
3. В кабине подъёмника нельзя курить и играть на крупных музыкальных инструментах.
4. Детям без сопровождения взрослых пользоваться подъёмником не разрешается.
5. Проезд в кабине выше верхнего этажа или ниже нижнего этажа безопасен.
6. Подъёмник не является средством эвакуации при пожаре или стихийном бедствии.

## Безопасность
Из соображений безопасности и неприспособленности для пользования инвалидами введение новых патерностеров в эксплуатацию запрещено в большинстве стран, в которых они были распространены.

## Несчастные случаи
Во многих странах больше не разрешено строительство новых патерностеров из-за высокого риска несчастных случаев (люди спотыкаются или падают, когда пытаются войти или выйти). С 1970 по 1993 годы из-за патерностеров погибло пять человек. В 2012 году погиб 81-летний мужчина в результате падения в шахту лифта непрерывного действия в Гааге в Нидерландах. Пожилые люди, инвалиды и дети подвергаются наибольшей опасности быть раздавленными или потерять часть тела. В 1989 году лифт-патерностер в Клермонтской башне Университета Ньюкасла был выведен из эксплуатации после того, как пассажир, пытаясь прокатиться на лифте при переходе от восходящего к нисходящему движению, застрял в цепи привода. Затем на его месте был установлен обычный лифт.

## Галерея

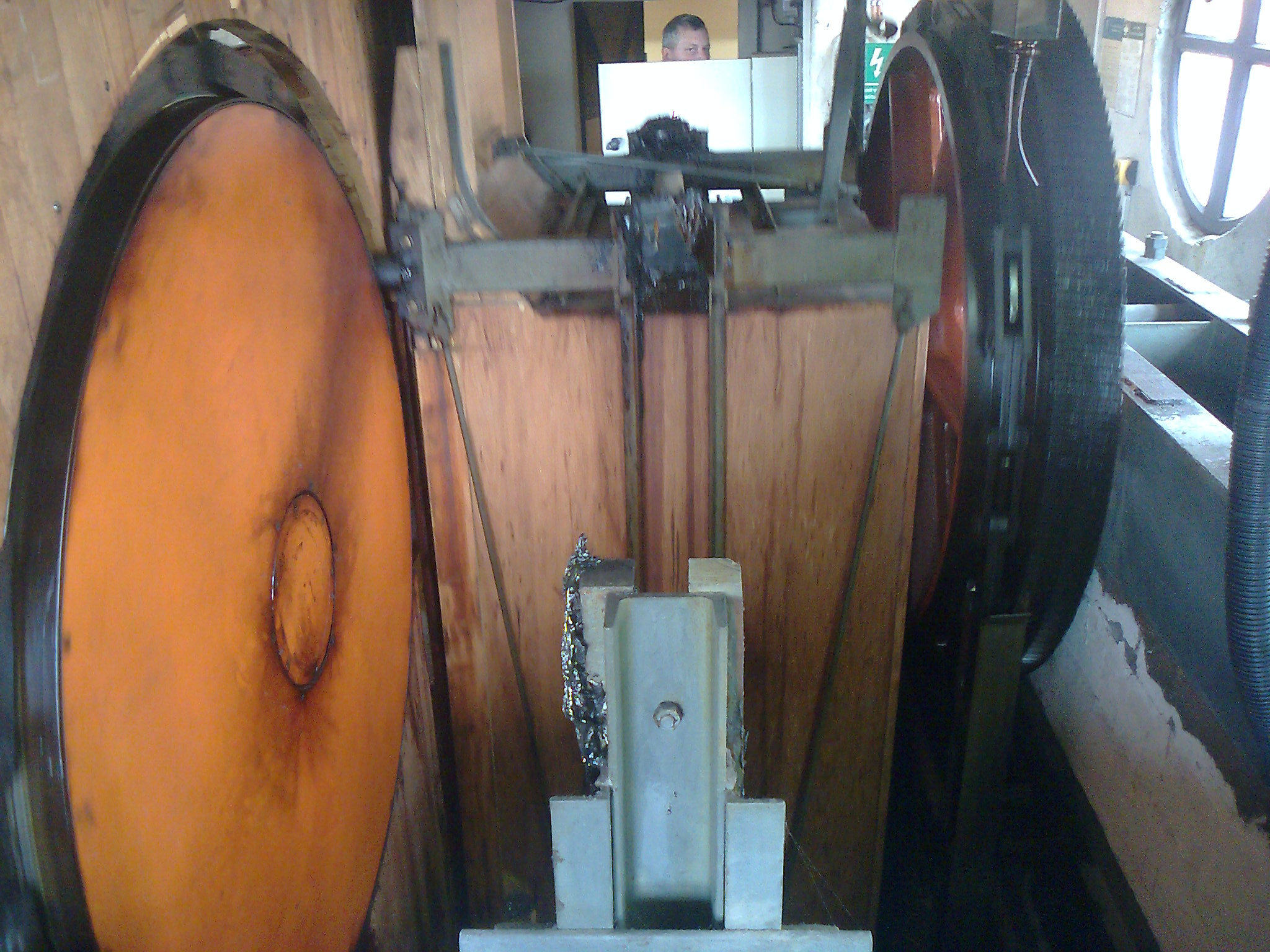
Вид на механизм в верхней поворотной точке. Патерностер в Министерстве транспорта Чехии, Прага
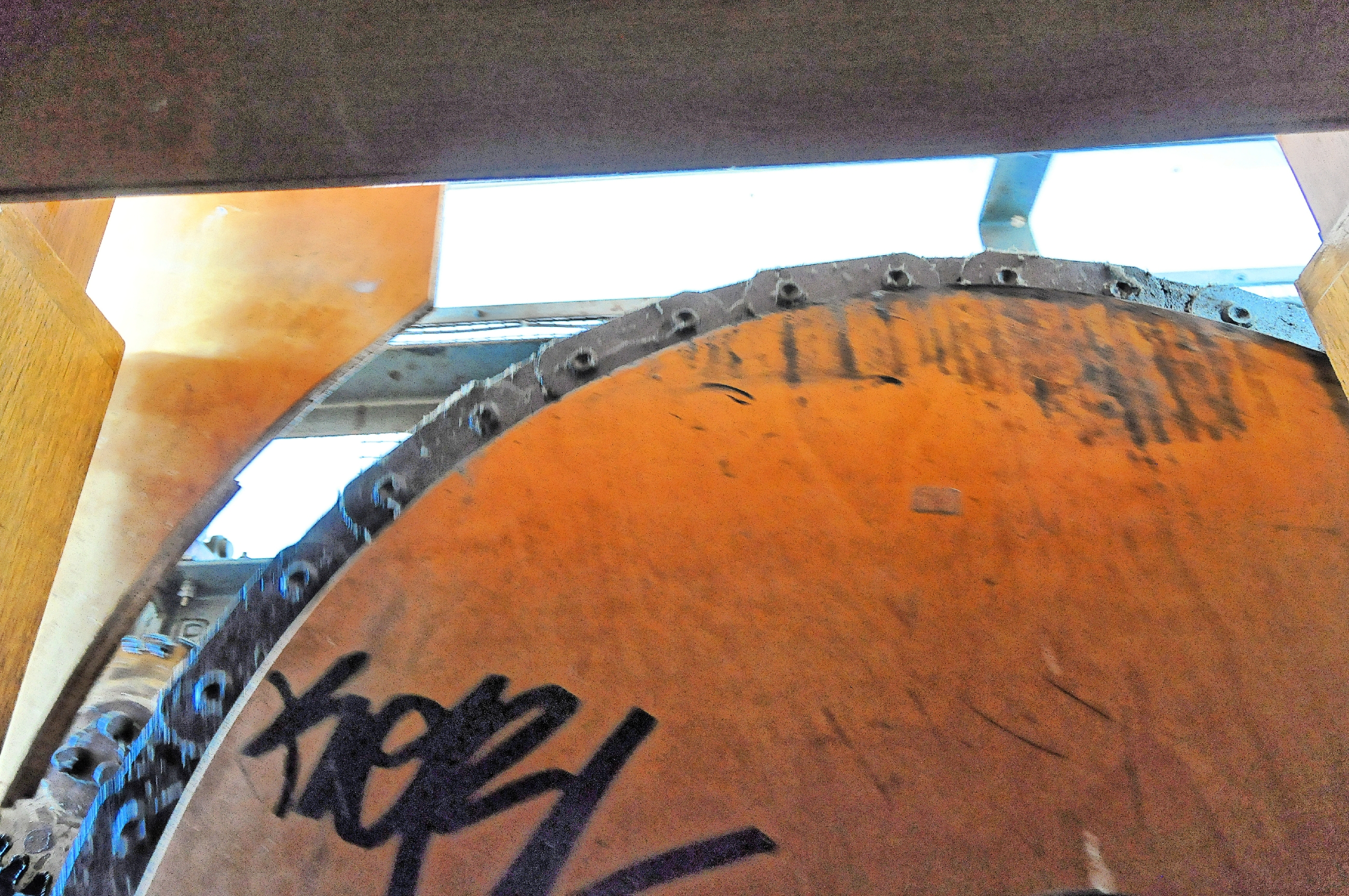
Вид из кабины в верхней поворотной точке. Патерностер в Ландесхаусе, Киль
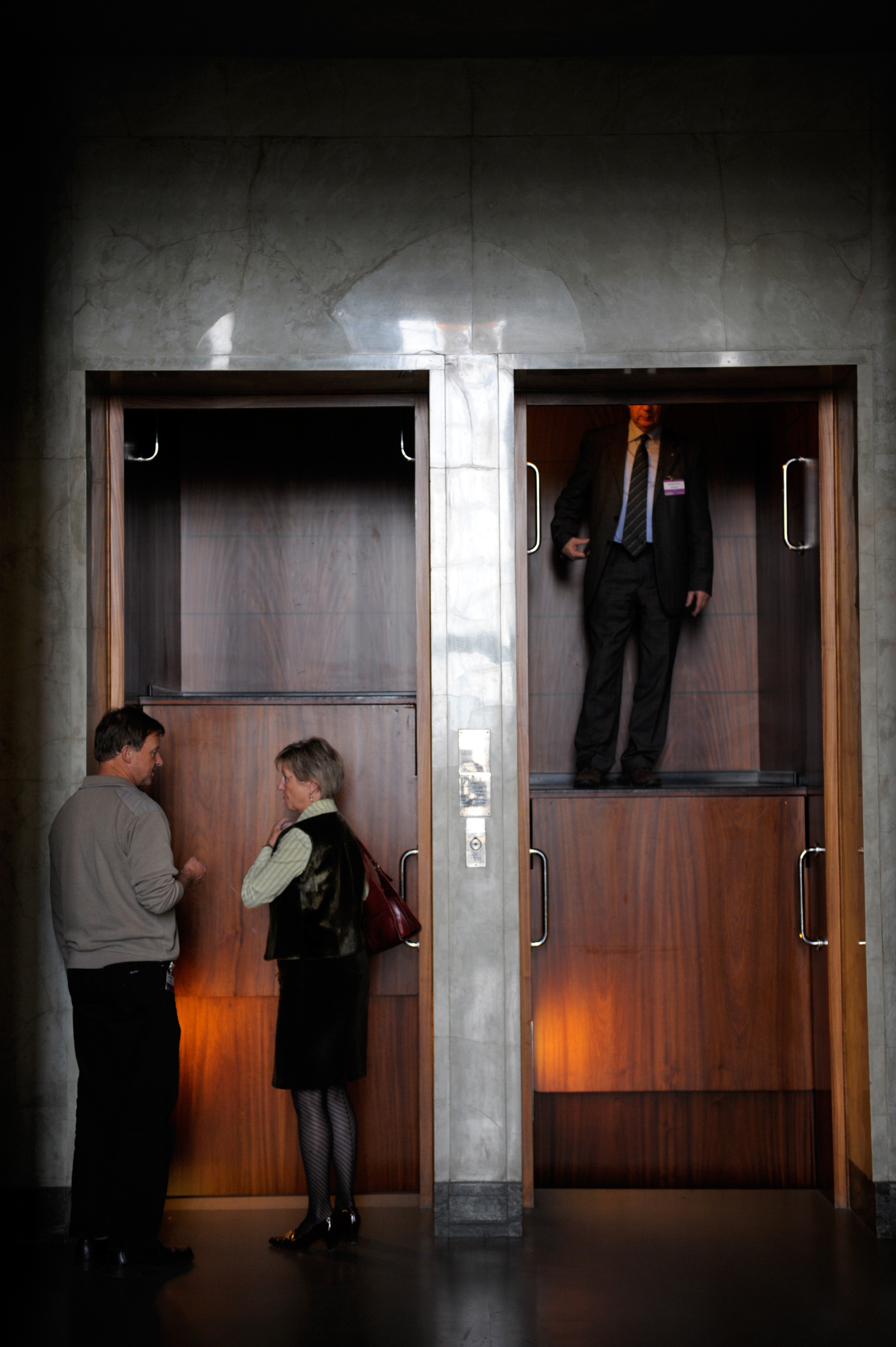
Люди ждут следующей кабины
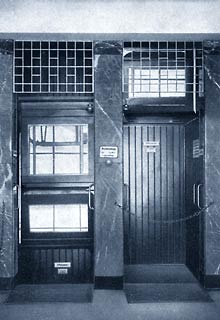
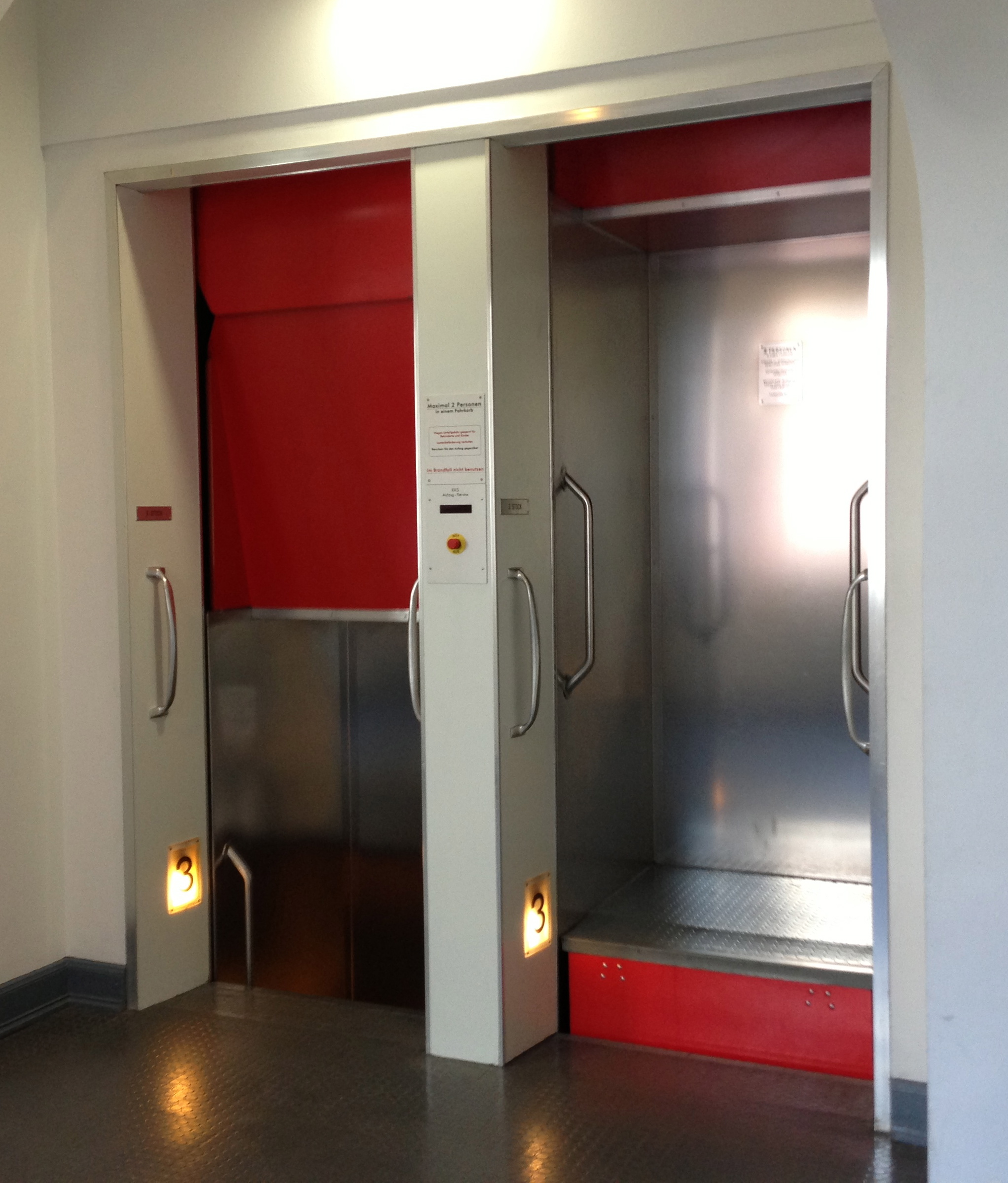
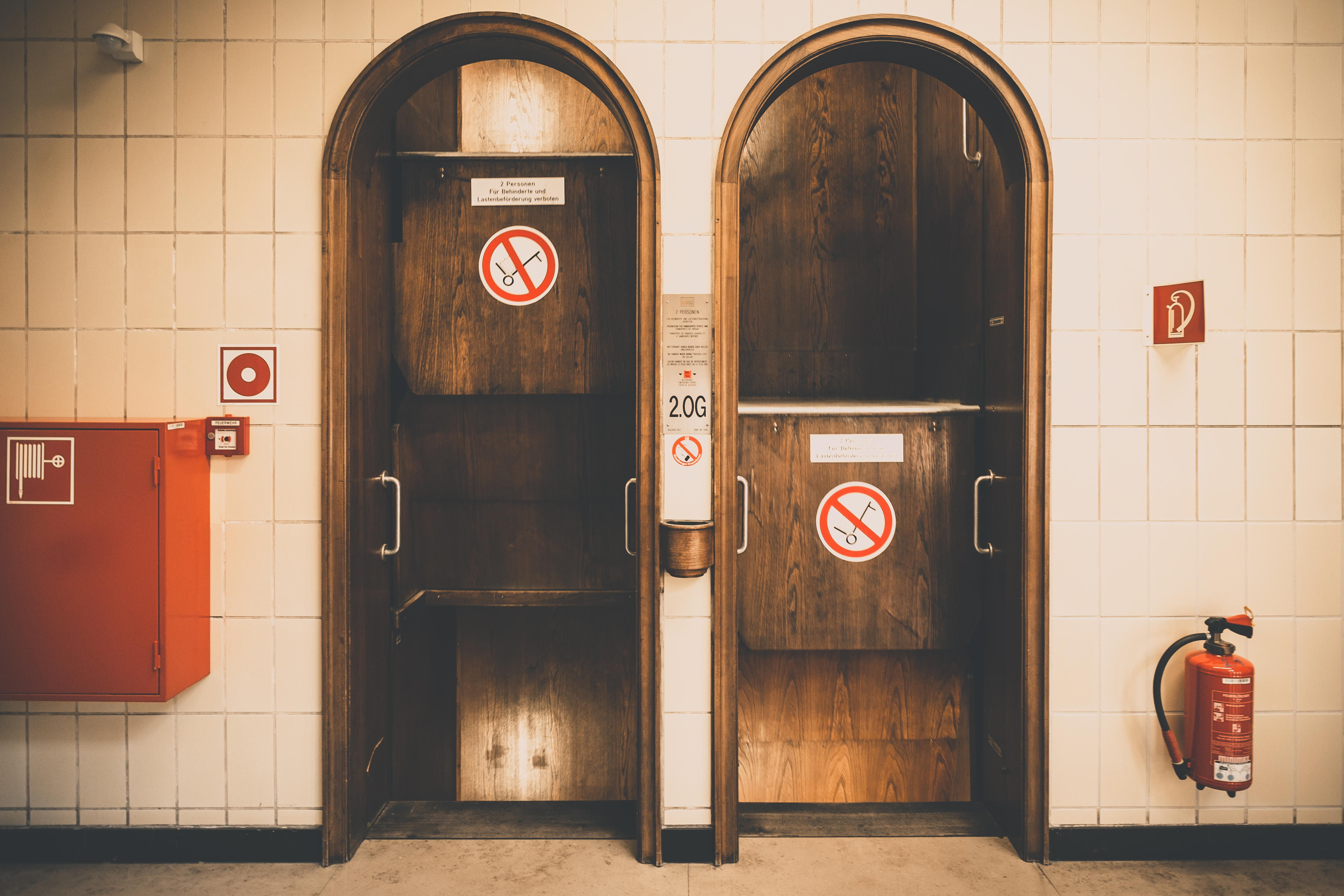
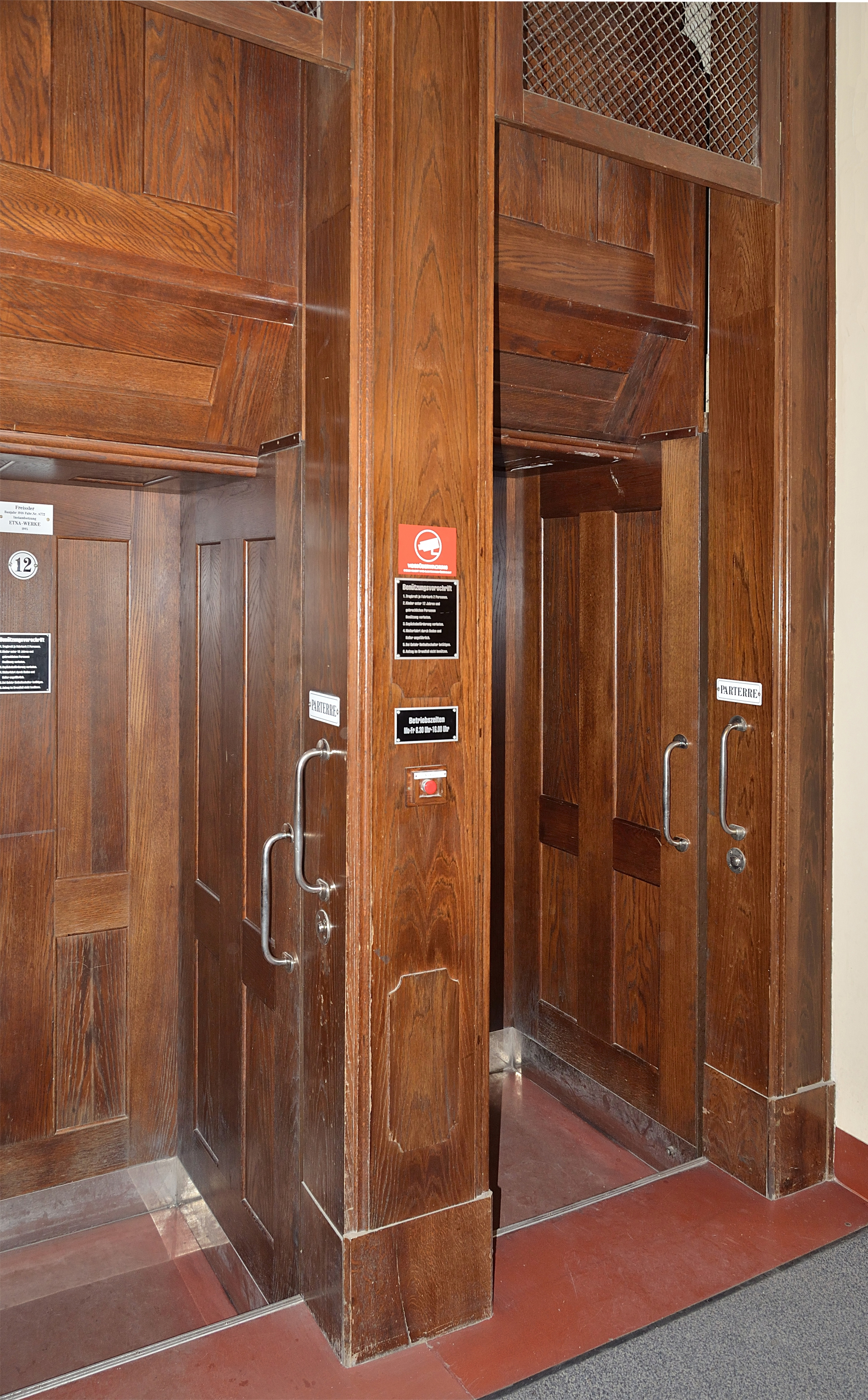
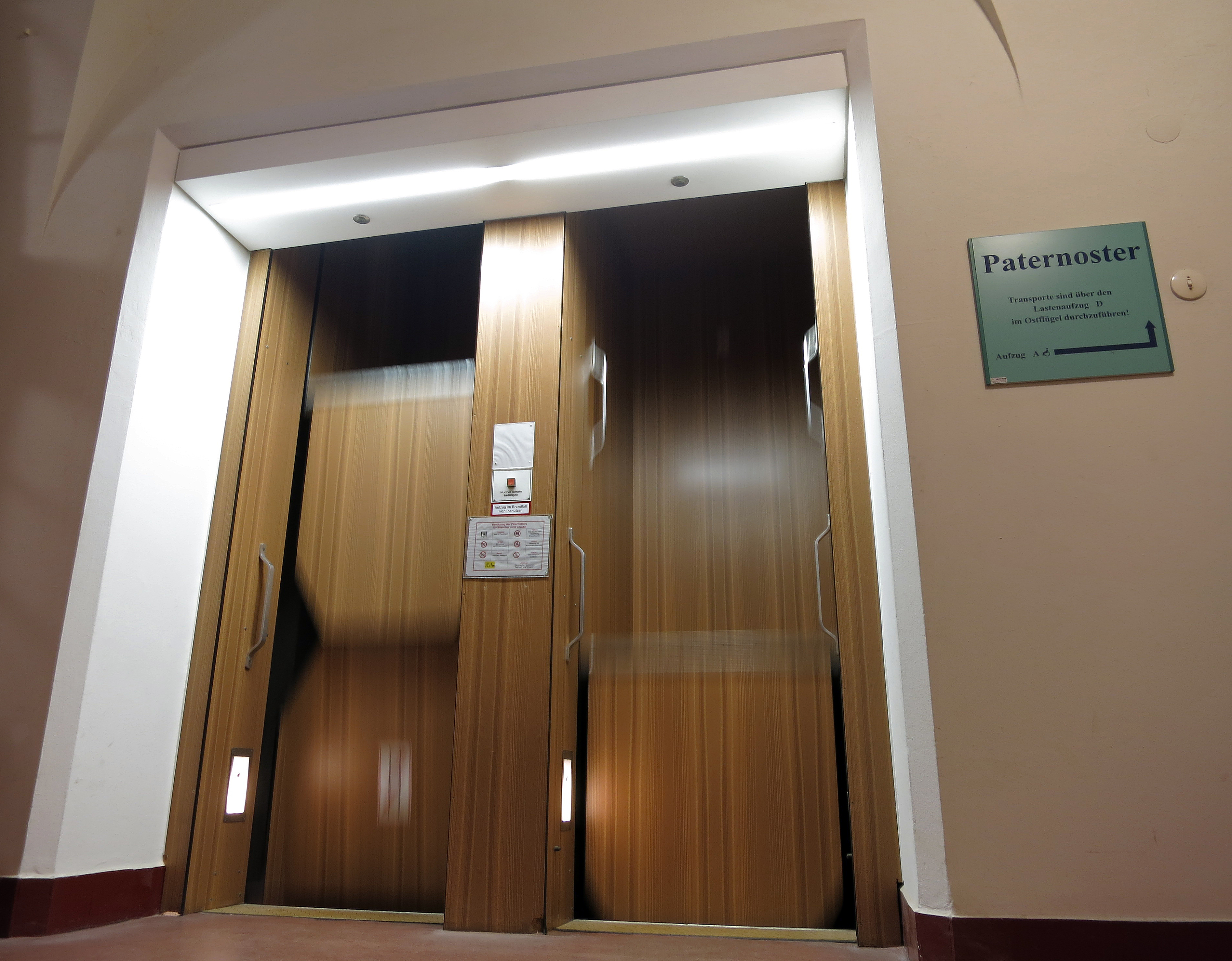
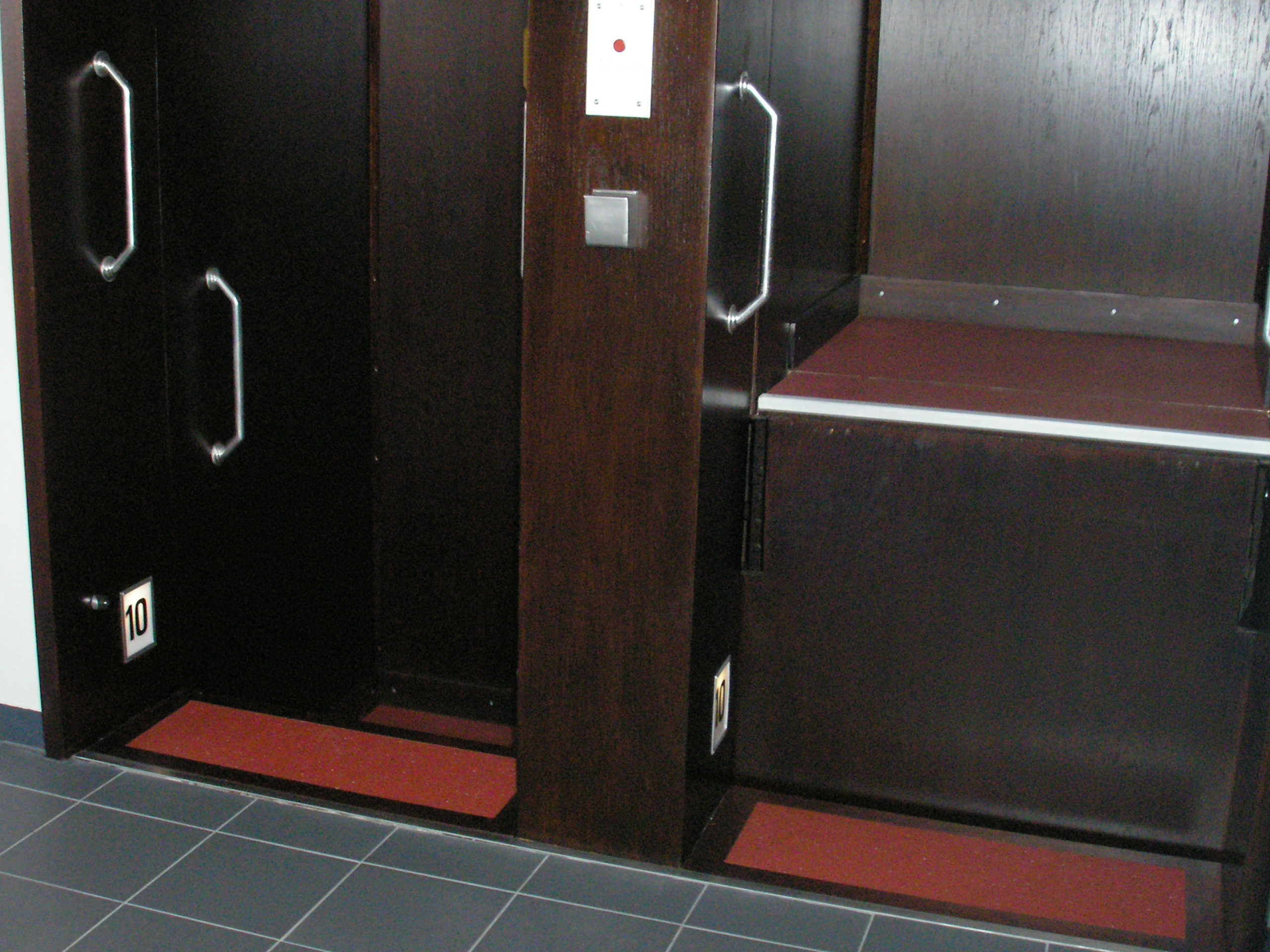
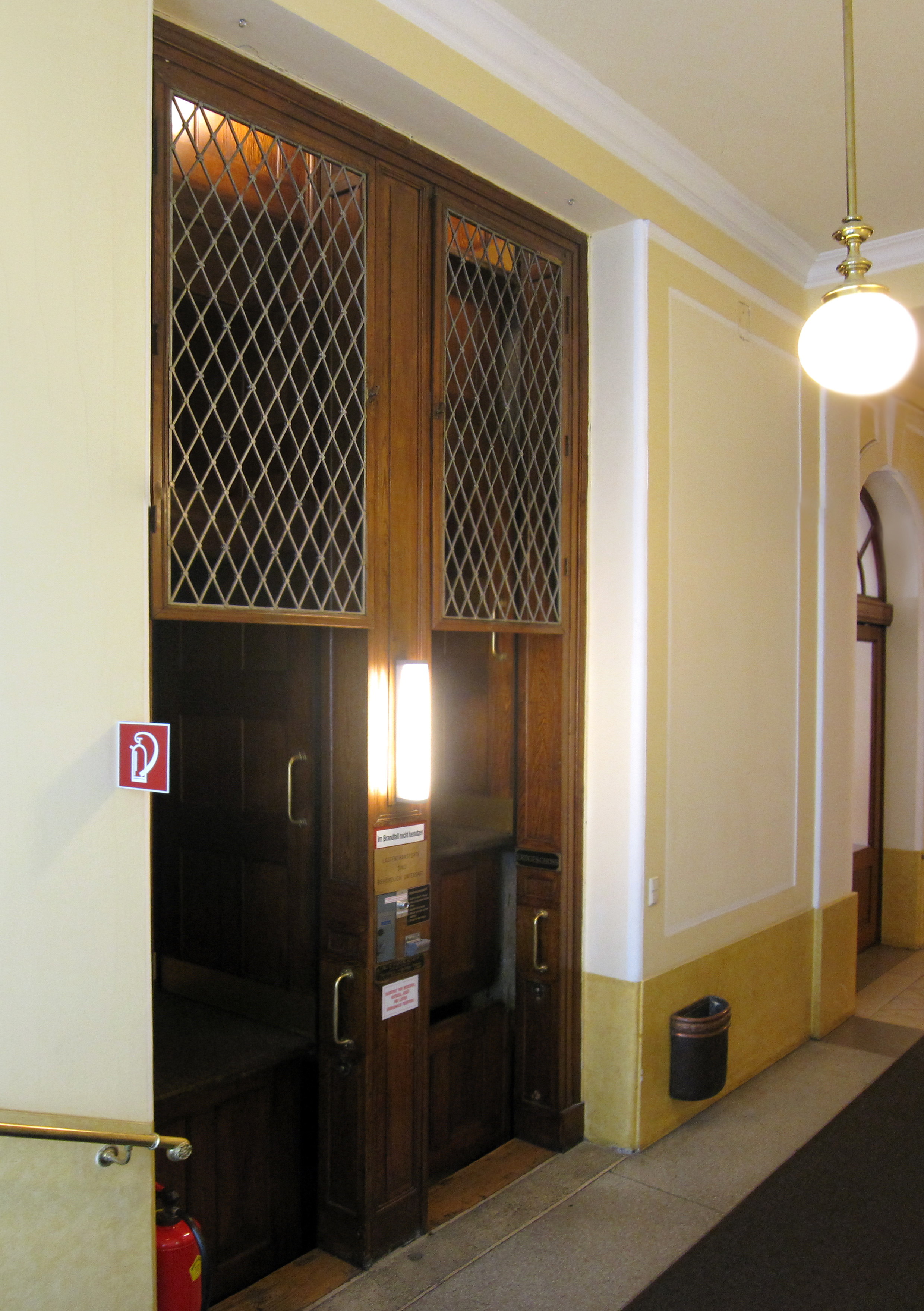